# أرماندو تيكسيرا
أرماندو تيكسيرا (بالبرتغالية: Armando Teixeira‏) هو موسيقي ومنتج أسطوانات برتغالي، ولد في 1968 في لشبونة في البرتغال.

## روابط خارجية
- أرماندو تيكسيرا على موقع IMDb (الإنجليزية)